# Ernst Egeler
Ernst Egeler (* 13. März 1908 in Basel; † 12. Oktober 1978 ebenda) war ein Schweizer Architekt.

## Leben und Werk
Ernst Egeler war ein Sohn des Zimmermanns und Baumeisters Christian Egeler (1873–1952) und der Emma, geborene Rehm (1877–1960). Sein jüngerer Bruder Hans Egeler-Abt (1911–1990) übernahm später das väterliche Unternehmen.

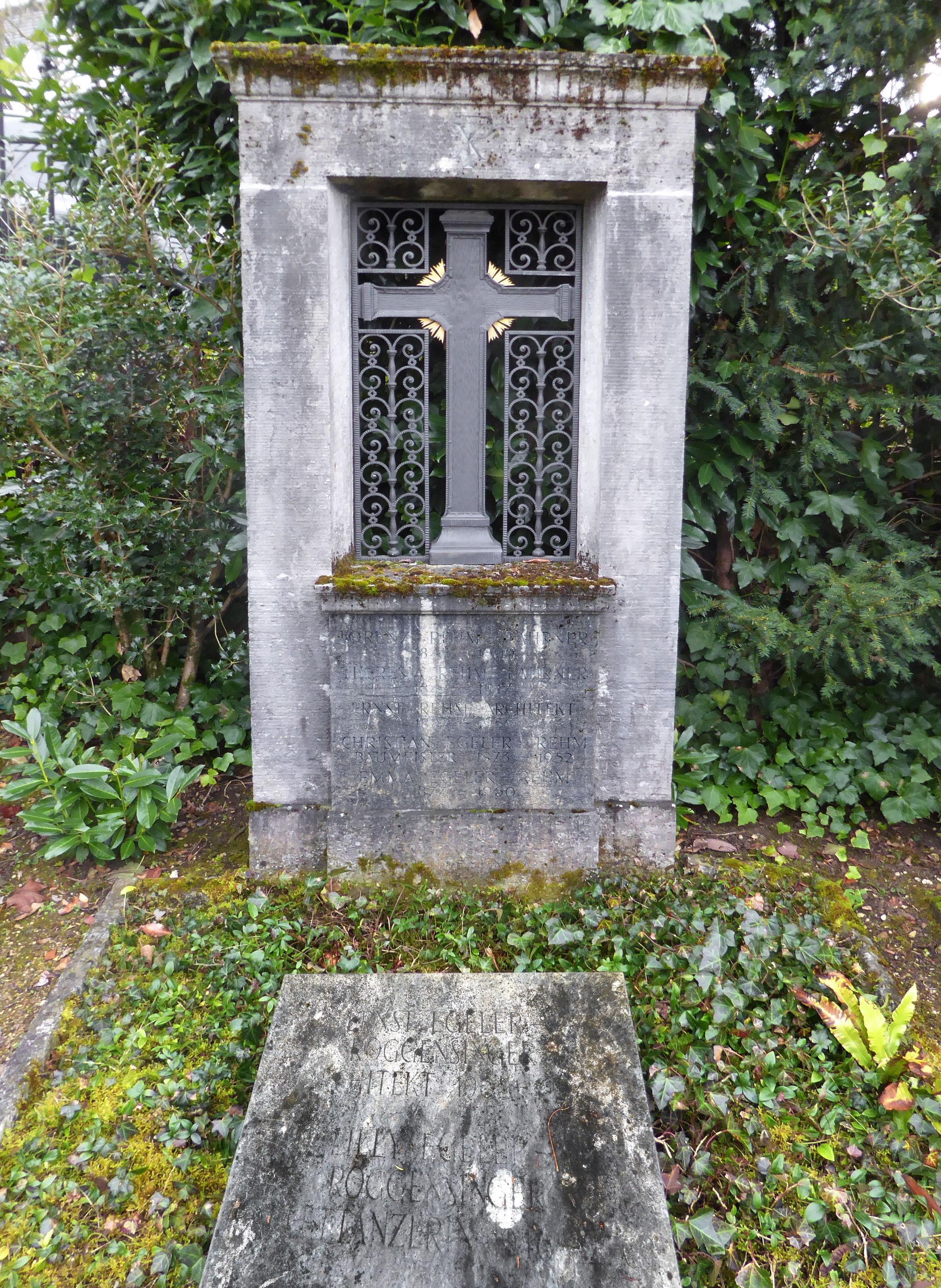
Familiengrab auf dem Wolfgottesacker, Basel.

Ernst Egeler absolvierte im väterlichen Betrieb eine Maurerlehre. Später verletzte er sich auf dem Bau schwer am Fuss und wurde in der Folge für ein Jahr hospitalisiert. In dieser Zeit las er viel, begann sich für die Politik zu interessieren und wurde vom Militärdienst befreit. 
Als sein Kollege Giovanni Panozzo ihm riet am Bauhaus Dessau zu studieren hielt er sich in der Folge 1929 und 1933 an der Schule auf. Seine Lehrer waren Hannes Meyer, Mies van der Rohe und Ludwig Hilberseimer. Zudem trat er der Kommunistischen Partei bei und trat aus der Kirche aus.
1932 kehrte er nach Basel zurück und arbeite bis 1936 bei seinem Onkel und Architekt Ernst Rehm (1886–1956). Anschliessend gründete er sein eigenes Architekturbüro an der Rebgasse in Basel und baute sein einstöckiges Haus aus Bruchstein und Holz am Hornfelsen in Riehen.
In den folgenden Jahren kultivierte er den Typus «Südlaubenhaus» als relativ langgestreckter Baukörper. Neben den Einfamilienhäusern entwarf Egeler, oft in Arbeitsgemeinschaften mit Freunden aus der Künstlervereinigung Gruppe 33, grosse Projekte wie der Wettbewerbsentwurf von 1939 für die Allgemeine Gewerbeschule Basel. Für die Entwürfe für Mustemessenhallen 10 und 11 und für den Bebauungsplan für das Gellertareal arbeitete er mit Paul Artaria, Ernst Mumenthaler, Otto Meyer, Giovanni Panozzo und August Künzle zusammen. Keines der Projekte wurde jedoch realisiert. So auch die «Anstalt zur guten Hoffnung» in Reinach und das Oekonomiegebäude des Bürgerspitals, die er mit Ernst Mumenthaler Projektierte. In Basel-Stadt baute Egeler u. a. das Haus am oberen Rheinweg 39, das Sommercasino in ein Jugendhaus, das Hotel Krafft und den Hofeinbau in der Rebgasse, um. In Reinach baute er die Erziehungsanstalt Erlacherhof mit den dazu gehörigen Ökonomiegebäuden. Die Beschäftigung mit Erziehungsfragen und den entsprechenden Architekturformen brachten es mit sich, dass Egeler zusammen mit Werner Max Moser Experte für Heimbauten der Schweizerischen Landeskonferenz wurde. 1963 wurde das von ihm geplante Studentenwohnheim an der Missionsstrasse in Basel-Stadt erbaut.
Am Abend des 12. Oktober 1978 hielt er in der Basler Ortsgruppe des Bund Schweizer Architektinnen und Architekten einen Vortrag über den von ihm hochgeschätzten Hans Schmidt. Am gleichen Abend verstarb Egeler unter ähnlichen Umständen wie Schmid 1972, im Kreise seiner Basler Kollegen, an einem Herzinfarkt.
Ernst Egeler war in erster Ehe mit Anna, geborene Riedel und in zweiter Ehe mit der Balletttänzerin Lilly Roggensinger (* 11. Februar 1916–2009) verheiratet. Ihre letzte Ruhestätte fanden sie auf dem Wolfgottesacker in Basel.